# Sturbridge (Massachusetts)
Pour les articles ayant des titres homophones, voir Stourbridge (circonscription britannique) et Stourbridge.
Sturbridge est un bourg (town) du Comté de Worcester (Massachusetts), aux États-Unis. Elle compte 9 268 habitants et près de 3 600 habitations d'après le recensement des États-Unis de 2010.

## Histoire
Sturbridge est fondée en 1729 par des colons provenant de Medfield. La localité est incorporée officiellement en 1738. Les noms New Medfield et Dummer (d'après William Dummer (en)) sont envisagés, mais c'est Sturbridge qui est choisi, d'après Stourbridge en Angleterre.

## Géographie
D'après le Bureau du recensement des États-Unis, Sturbridge couvre 39,0 milles carrés (101 km2), dont 37,4 milles carrés (96,9 km2) de terres et 1,5 milles carrés (3,9 km2) d'eau (3,95 %).
La localité est entourée de Charlton et Southbridge à l'est, Union, le Connecticut et Woodstock (Connecticut) au sud, Brimfield et Holland à l'ouest et Brookfield et East Brookfield au nord. Sturbridge se situe à environ 47 km à l'est de Springfield, à 25,7 km au sud-ouest de Worcester et à 88,5 km à l'ouest de Boston.

## Démographie
| Groupe            | Sturbridge | Massachusetts | États-Unis |
| ----------------- | ---------- | ------------- | ---------- |
| Blancs            | 94,5       | 80,4          | 72,4       |
| Asiatiques        | 2,9        | 5,3           | 4,8        |
| Métis             | 1,1        | 2,6           | 2,9        |
| Autres            | 0,9        | 4,7           | 6,4        |
| Afro-Américains   | 0,4        | 6,6           | 12,6       |
| Amérindiens       | 0,2        | 0,3           | 0,9        |
| Total             | 100        | 100           | 100        |
|                   |            |               |            |
| Latino-Américains | 3,5        | 9,6           | 16,7       |